# Одностатеві шлюби в Південній Африці
Одностатеві шлюби в Південній Африці є законними з моменту набуття чинності Закону про громадянський союз 2006 року 30 листопада 2006 року. Рішення Конституційного суду у справі Міністр внутрішніх справ проти Фурі від 1 грудня 2005 р. розширило визначення шлюбу у загальному законі на одностатевих подружжя  —  оскільки Конституція Південної Африки гарантує рівний захист перед законом для всіх громадян, незалежно від сексуальної орієнтації  —  і дав парламенту один рік, щоб прибрати нерівність у шлюбних статутах. 14 листопада 2006 року Національна асамблея проголосувала за закон, що дозволяє одностатевим парам законно укладати шлюб, який отримав 229 позитивні голоси проти 41. Цей закон згодом був схвалений Національною радою провінцій 28 листопада 36 голосами проти 11, і закон набув чинності через два дні. Південна Африка була п'ятою країною в світі і першою в Африці, яка легалізувала одностатеві шлюби . 

## Історія

### Передумови
Південна Африка була першою країною у світі, яка закріпила сексуальну орієнтацію як право людини у своїй Конституції.  І Тимчасова Конституція, яка набула чинності 27 квітня 1994 року, і остаточна Конституція, яка замінила її 4 лютого 1997 року, забороняють дискримінацію за ознакою статі, статі або сексуальної орієнтації . Ці права на рівність стали основою для серії судових рішень, які надають конкретні права парам у тривалих одностатевих стосунках:
- «Лангемаат проти міністра безпеки та безпеки» (1998) визнав взаємний обов’язок підтримки між одностатевими партнерами та розширив пільги на медичне страхування.
- Національна коаліція за рівність геїв та лесбійок проти міністра внутрішніх справ (1999) надала імміграційні пільги іноземним шлюбним партнерам громадян Південної Африки.
- «Сетчвелл проти Президента Південно-Африканської Республіки» (2002) розширив розмір компенсацій та пенсійних виплат.
- Du Toit проти Міністра добробуту та розвитку населення (2002) дозволив одностатевим парам спільно усиновлювати дітей.
- J v Генеральний директор Департаменту внутрішніх справ (2003) дозволив, щоб обидва партнери були записані як батьки дитини, зачатої шляхом штучного запліднення .
- Фонд Дю Плессі проти ДТП (2003) визнав позов про втрату підтримки, коли одностатевий партнер був убитий з необережності.
- Гори проти Колвера Н.О. (2006) дозволено успадкування майна партнера, який помер без заповіту . [3]

### СправаФурі
У 2002 році лесбійська пара Марі Фурі та Сеселія Бонтуїс за підтримки проєкту «Рівність лесбійок і геїв» подала заяву у Вищий суд Преторії з проханням визнати їхній союз і зареєструвати його уДепартаменті внутрішніх справ як дійсний шлюб. Суддя П'єр Ру відхилив заяву 18 жовтня 2002 року на технічній підставі того, що вони не підлягають належним чином під визначення шлюбу у Законі про шлюб 1961 року . 
Фурі та Бонтуїс подали апеляцію до Конституційного суду, в чому їм було відмовлено. Натомість Вищий суд надав дозвіл на апеляцію до Верховного апеляційного суду (SCA). Вони прямо звернулися до Конституційного Суду, але 31 липня 2003 року їм було відмовлено; суд зазначив, що у справі порушуються складні питання загального та статутного права, щодо яких спочатку слід вислухати думку SCA. 
Тому Фурі та Бонтуїс оскаржили рішення Високого суду в SCA, який виніс своє рішення 30 листопада 2004 року. Суд із п’яти суддів одноголосно постановив, що загальне визначення шлюбу є недійсним, оскільки воно неконституційно дискримінує за ознакою сексуальної орієнтації, і що його слід змінити на наступне: «Шлюб є союзом двох осіб на життя." Суд також одноголосно зазначив, що оскільки Фурі та Бонтуї не оскаржували Закон про шлюб, суд не міг визнати його недійсним, а отже, їхній шлюб не міг бути негайно визнаний укладеним. Однак суд розділив питання щодо того, чи слід надати подружжю негайний засіб правового захисту у впровадженні нового, ширшого загального визначення шлюбу. Думка більшості, оголошена суддею Едвіном Кемероном, постановила, що нове визначення шлюбу має застосовуватися негайно. Суддя Ян Фарлам висловив окрему думку, що наказ суду про визнання загального правового визначення шлюбу недійсним має бути затримано на два роки, щоб дозволити парламенту знайти власний спосіб вирішення цієї ситуації.  
Уряд Південної Африки оскаржив рішення SCA до Конституційного суду, стверджуючи, що серйозні зміни в інституті шлюбу має приймати парламент, а не суди, тоді як Фурі та Бонтуї подали перехресну апеляцію, стверджуючи, що слід змінити Закон про шлюб, як запропонував суддя Фарлам. Тим часом Проєкт рівності лесбійок і геїв також розпочав окремий судовий позов щодо конституційності Закону про шлюб, який спочатку мав розглядатися у Вищому суді Йоганнесбурга; Конституційний Суд задовольнив клопотання Проєкту про його розгляд і ухвалив рішення одночасно зі справою Фурі.
1 грудня 2005 року Конституційний суд виніс своє рішення: дев'ять суддів одноголосно погодилися з тим, що загальне визначення шлюбу в Законі про шлюб несправедливе та дискримінаційне, оскільки воно виключає одностатевих партнерів із шлюбу, а тому є неконституційним і недійсним.
Були певні розбіжності щодо засобу правового захисту: більшість (вісім суддів) постановили, що визнання недійсним має бути відкладено на рік, щоб дозволити парламенту виправити ситуацію, оскільки це можна було зробити різними способами, і Комісія з правової реформи вже розглянула декілька пропозицій. Якби парламент не покінчив із нерівністю до 1 грудня 2006 року, тоді в Законі про шлюб автоматично були б «зараховані» слова, які дозволять одностатеві шлюби. Суддя Кейт О'Ріган не погодилася, стверджуючи, що ці слова слід внести негайно. 

### Закон про громадянський шлюб
24 серпня 2006 року Кабмін схвалив Законопроєкт про громадянський шлюб для внесення до парламенту. Спочатку внесений законопроєкт дозволяв лише цивільні партнерства, які були б можливі лише для одностатевих пар і мали б ті ж юридичні наслідки, що й шлюб. Він також включав положення про визнання сімейних партнерств між неодруженими партнерами, як одностатевими, так і різностатевими.  Державні юридичні радники, які перевіряють закони на конституційність і форму, відмовилися затвердити законопроєкт, припустивши, що він не дотримується вказівок, визначених Конституційним судом. Спільна робоча група, мережа ЛГБТІ-організацій, охарактеризувала ідею окремого закону про шлюб для одностатевих пар як «спосіб мислення апартеїду». 
16 вересня тисячі південноафриканців вийшли на вулиці в кількох містах на знак протесту проти одностатевих шлюбів.  Незначна опозиційна Африканська християнсько-демократична партія (ACDP) наполягала на внесенні поправки до конституції, щоб визначити шлюб як між чоловіком і жінкою; це було відхилено портфельним комітетом Національної асамблеї з внутрішніх справ.  Громадські слухання щодо законопроєкту розпочалися 20 вересня. 7 жовтня Шлюбний альянс організував марш до Будинків Союзу в Преторії, щоб вручити представникам уряду меморандум проти одностатевих шлюбів.
9 жовтня правлячий Африканський національний конгрес (АНК) проголосував за підтримку законопроєкту. Незважаючи на те, що партія була розділена щодо цього питання, голосування означало, що депутати АНК будуть зобов’язані підтримати законопроєкт у парламенті. Повна підтримка партії з'явилася після того, як члени національного виконавчого комітету нагадали членам партії, що АНК боровся за права людини, в тому числі за права геїв.
Спочатку передбачалося, що Національні збори проголосують за законопроєкт 20 жовтня, щоб дати достатньо часу Національній раді провінцій для обговорення та голосування за нього до кінцевого терміну – 1 грудня. Голосування неодноразово відкладалося, оскільки Портфельний комітет з внутрішніх справ все ще брав участь у дискусіях.  У відповідь на аргумент про те, що «роздільні, але рівноправні» цивільні товариства не відповідатимуть рішенню Конституційного суду, Портфельний комітет вніс зміни до законопроєкту, щоб дозволити або шлюби, або цивільні партнерства, і дозволити їх як одностатевим, так і різностатевим парам. Було вилучено розділ, що стосується визнання внутрішнього партнерства.
13 листопада, за день до того, як законопроєкт буде прочитано для остаточного читання в Національній асамблеї, міністр оборони Мосюоа Лекота сказав: 
Законопроєкт зі змінами був прийнятий Національними зборами 14 листопада 229 голосами проти 41 і Національною радою провінцій 28 листопада 36 голосами проти 11  . Заступник президента Пхумзіле Мламбо-Нгкука, який виконував обов’язки президента Табо Мбекі, підписав текст закону 29 листопада, і він став офіційним законом наступного дня, за день до того, як розпорядження Конституційного суду набуло б чинності.  Міністр внутрішніх справ Носівіве Мапіса-Нкакула сказала, що цей закон є лише тимчасовим заходом, зазначивши, що буде розроблено більш повний закон про шлюб, щоб узгодити декілька законів про шлюби, які зараз діють.   
Гей і ліберальні активісти схвалили цей законопроєкт як ще один крок уперед із минулого країни апартеїду, в той же час деякі священнослужителі та традиційні лідери описали його як «найсумніший день за 12 років нашої демократії». Ісламський лідер шейх Шаріф Ахмед назвав законопроєкт "іноземною дією, нав'язаною Африці".  
Перша пара, яка одружилася, Вернон Гіббс і Тоні Холлс, зробили це в Джорджі наступного дня, 1 грудня 2006 року. У них не виникло жодних проблем, і друга пара одружилася пізніше того ж дня в тому ж місці. 
У 2013 році перше в Південній Африці традиційне одностатеве весілля відбулося для Чепо Кемерона Модісана і Тоби Калвіна Сітоле в місті КваДукуза в Квазулу-Натал . 
У жовтні 2020 року міністерство внутрішніх справ підтвердило, що планує запровадити новий проєкт шлюбної політики в Південній Африці, узгоджуючи різноманітні шлюбні закони в єдиний законодавчий акт, «що дозволить південноафриканцям різної сексуальної орієнтації, релігійного та культурного переконання укладати законні шлюби», але вказав, що процес затягнувся через пандемію COVID-19 .  У січні 2021 року Комісія з реформування законодавства Південної Африки опублікувала 300-сторінковий документ для обговорення, запропонувавши ряд пропозицій та альтернатив. Комісія закликала громадськість прокоментувати свій дискусійний документ.  Запропоновані зміни включають реформи, які запроваджують систему майнової власності за замовчуванням для різних шлюбів, оскільки подружжя, які не уклали офіційний шлюб, не мають законодавчих прав на частку майна, яке було накопичене під час стосунків,  а також легалізацію поліандрії. 

## Закони

Одностатеві акти легальні
Одностатеві шлюби
Відсутність офіційного визнання одностатевих шлюбівОдностатеві акти заборонені
Не запроваджена регуляція
Штрафи
Пожиттєве ув'язнення
Смертна кара

Наразі три закони визначають статус шлюбу в Південній Африці. Це Закон про шлюб (Закон 25 від 1961 р.), який передбачає цивільні або релігійні шлюби партнерів протилежної статі; Закон про визнання звичайних шлюбів (Закон 120 від 1998 року), який передбачає цивільну реєстрацію шлюбів, укладених згідно з традиціями корінних груп; і Закон про громадянські союзи (Закон 17 від 2006 р.), 2006 р.), який передбачає цивільні шлюби протилежної статі та однієї статі, релігійні шлюби та цивільні партнерства. Особа може бути одружена лише за одним із цих законів у будь-який момент часу.
Подружжя, які вступають у шлюб відповідно до Закону про громадянські союзи, можуть вибирати, реєструвати їхній союз як шлюб чи цивільне партнерство. У будь-якому випадку юридичні наслідки є ідентичними наслідкам шлюбу відповідно до Закону про шлюб, за винятком змін, які вимагаються контекстом. Будь-яке посилання на шлюб у будь-якому законі, включаючи загальне право, вважається таким, що включає шлюб або цивільне партнерство з точки зору Закону про громадянський союз ; подібним чином, будь-яке посилання на чоловіка, дружину або подружжя в будь-якому законі вважається таким, що включає посилання на подружжя або цивільного партнера з точки зору Закону про цивільний союз .

### Обмеження
Сторони шлюбу або цивільного товариства мають бути старшими 18 років і не перебувати у шлюбі чи цивільному партнері. Заборонені ступені спорідненості та спорідненості, які застосовуються відповідно до Закону про шлюб, також застосовуються відповідно до Закону про громадянські союзи ;  таким чином особа не може одружуватися зі своїм прямим предком або нащадком, братом або сестрою, дядьком чи тіткою, племінницею чи племінником, або предком чи нащадком колишнього подружжя. 
Закон про визнання звичайних шлюбів 1998 року дозволяє чоловікові одружуватися з кількома дружинами за обмежених обставин. Особа, яка перебуває у шлюбі відповідно до Закону про цивільний союз, не може вступати в шлюб з другим партнером, доки існуючий шлюб не буде розірвано.

### Укладання шлюбу
Шлюби та цивільні партнерства повинні бути укладені уповноваженою посадовою особою. Державні службовці (насамперед магістрати та державні службовці внутрішніх справ ), які призначаються посадовими особами з питань шлюбу відповідно до Закону про шлюб, також можуть укладати шлюби відповідно до Закону про громадянські союзи . Релігійні лідери також можуть бути призначені посадовими особами щодо шлюбу відповідно до Закону про громадянські союзи, але релігійні лідери, призначені відповідно до Закону про шлюб, не можуть автоматично укладати шлюби відповідно до Закону про громадянські союзи .
Спочатку державні службовці з питань шлюбу, які мали особисті заперечення щодо укладання одностатевих шлюбів або цивільних партнерств, були звільнені від цього, якщо вони письмово повідомили про свої заперечення міністру внутрішніх справ . Це положення не поширювалося на службовців релігійних шлюбів, оскільки вони в будь-якому випадку не зобов’язані урочисто укладати шлюб, який порушує доктрини їхньої релігії. Декілька конституційних дослідників стверджували, що це положення є неконституційним, називаючи його «санкціонованою державою дискримінацією» в порушення права на рівність .   У липні 2017 року, більше ніж через десять років після того, як у Південній Африці було легалізовано одностатеві шлюби, ЛГБТ-газета Mambaonline повідомила, що 421 (з 1130) шлюбних офіцерів у Південній Африці були звільнені від укладення одностатевих шлюбів або цивільних партнерств  в основному в Східнокапській провінції, у Фрі-стейті та Мпумаланзі . Законопроєкт про скасування звільнення був внесений депутатом Дейдре Картером у січні 2018 року. У парламент внесли зміни до законопроєкту, які дозволили чиновникам, які раніше не одружували одностатеві парами, продовжувати це робити протягом двох років. Це давало міністерству внутрішніх справ час для впровадження нової політики. Нові чиновники, однак, не можуть відмовитися взагалі на будь-який час. Якщо у філії є чиновник, який вирішує це зробити протягом дворічного періоду, вони мають запропонвати іншого чиновника, який може укласти шлюб. Цей захід ухвалили Національні збори 6 грудня 2018 року та Національна рада провінцій 1 липня 2020 року. Його підписав президент Сиріл Рамафоса 22 жовтня 2020 року як Закон про внесення змін до Закону про громадянські союзи 2020 року .

### Дискримінація
Дискримінація одностатевих пар заборонена (як і будь-яка дискримінація за ознакою сексуальної орієнтації) розділом 9 Конституції та Законом про сприяння рівності та попередження несправедливої дискримінації .

### Визнання іноземних шлюбів та союзів
Закон про громадянські союзи не містить чітких положень щодо визнання іноземних одностатевих союзів. Як наслідок розширення загального права визначення шлюбу та на основі принципу lex loci celebrationis, іноземні одностатеві шлюби визнаються шлюбом у південноафриканському законодавстві. Проте статус іноземних форм партнерства, крім шлюбу, таких як громадянські союзи чи національні партнерства, не є зрозумілим. У справі про розлучення у 2010 році Вищий суд Західного Кейпа визнав дійсність британського цивільного партнерства як еквівалент шлюбу або цивільного партнерства в південноафриканському законодавстві. 

### Критика зосередженності на одностатевих шлюбах
Конституційний дослідник П'єр де Вос поставив під сумнів думку про те, що легалізація одностатевих шлюбів у Південній Африці є вершиною боротьби за права членів ЛГБТ-спільноти. Він стверджує, що ті, хто не залучений у тривалі моногамні стосунки, і ті, хто не може вийти з шафи й одружитися через загрозу віктимізації, можуть не бачити жодної користі від прийнятих законів. 

## Релігійне визнання
Більшість великих релігійних організацій Південної Африки не укладають одностатеві шлюби у своїх місцях поклоніння. Релігійні установи не зобов'язані укладати шлюб, який порушує доктрини їхньої віри.

## Статистика
За даними уряду Південної Африки, до середини 2010 року в Південній Африці одружилися понад 3000 одностатевих пар.  Статистичне управління Південної Африки повідомляє, що загалом до кінця 2011 року відповідно до Закону про громадянський союз було зареєстровано 3327 шлюбів та цивільних партнерств; однак ця цифра відображає лише шлюби, в яких принаймні один із подружжя є громадянином Південної Африки або постійним жителем.       Крім того, не всі шлюби згідно з Законом про громадянські союзи укладаються між партнерами однієї статі, хоча більшість пар протилежної статі продовжують одружуватися відповідно до Закону про шлюб 1961 року .
Дані Статистики Південної Африки далі розбиті за провінціями та роками; вони показують, що більшість одностатевих шлюбів було зареєстровано в Гаутензі та в Західнокапській провінції.
| Провінція                  | 2007 | 2008 | 2009 | 2010 | 2011 | 2012 | 2013 | 2014  | 2015  | 2016  | 2017  | 2018  | 2019  | Total  |
| -------------------------- | ---- | ---- | ---- | ---- | ---- | ---- | ---- | ----- | ----- | ----- | ----- | ----- | ----- | ------ |
| Східнокапська              | 0    | 41   | 30   | 24   | 29   | 38   | 37   | 54    | 49    | 57    | 57    | 58    | 64    | 538    |
| Фрі-Стейт                  | 1    | 23   | 20   | 26   | 28   | 27   | 21   | 32    | 41    | 36    | 42    | 46    | 48    | 391    |
| Гаутенг                    | 49   | 362  | 324  | 391  | 381  | 425  | 411  | 452   | 443   | 494   | 507   | 632   | 779   | 5,650  |
| Квазулу-Наталь             | 8    | 74   | 87   | 79   | 63   | 91   | 81   | 161   | 220   | 249   | 245   | 298   | 216   | 1,872  |
| Лімпопо                    | 0    | 15   | 10   | 10   | 7    | 13   | 6    | 10    | 16    | 17    | 15    | 13    | 23    | 155    |
| Мпумаланга                 | 3    | 7    | 11   | 11   | 16   | 12   | 16   | 9     | 24    | 22    | 32    | 31    | 28    | 222    |
| Північно-Західна           | 2    | 6    | 5    | 9    | 3    | 11   | 10   | 28    | 25    | 29    | 43    | 40    | 41    | 252    |
| Північнокапська            | 1    | 11   | 43   | 75   | 93   | 106  | 87   | 81    | 10    | 15    | 16    | 20    | 18    | 576    |
| Західнокапська             | 16   | 191  | 227  | 261  | 238  | 253  | 320  | 314   | 346   | 358   | 391   | 465   | 443   | 3,823  |
| За межами Південної Африки | 0    | 2    | 3    | 2    | 9    | 11   | 4    | 3     | 4     | 4     | 3     | 2     | 6     | 53     |
| Невизначено                | 0    | 0    | 0    | 0    | 0    | 0    | 0    | 0     | 7     | 50    | 6     | 45    | 105   | 213    |
| Всього                     | 80   | 732  | 760  | 888  | 867  | 987  | 993  | 1,144 | 1,185 | 1,331 | 1,357 | 1,650 | 1,771 | 13,745 |

Lonely Planet назвала Кейптаун (у Західнокапській провінції) одним із 10 найкращих у світі «місць для одностатевих весіль». 

## Громадська думка
Опитування 2014 року показало, що виборці з «Борців за економічну свободу» (EFF) найбільше підтримують одностатеві шлюби, за ними йдуть виборці з Демократичного альянсу (DA) та Африканського національного конгресу (ANC). 
Опитування Ipsos 2015 року показало, що 45% південноафриканців підтримують одностатеві шлюби, а ще 13% підтримують цивільні союзи або іншу форму юридичного визнання. 
Доповідь, проведена Радою досліджень у галузі гуманітарних наук від імені The Other Foundation, була описана деякими ЗМІ як перші «статистично обгрунтовані, національно репрезенттивні дані» щодо проблем ЛГБТ в Африці. У звіті встановлено, що частка тих, хто «цілком згоден» з одностатевими шлюбами, зросла в десять разів з 2012 по 2015 рік, з 1,5% до 9,9%, тоді як частка людей, які «цілком не погоджуються» знизилася з 48,5% до 23,4%. Загальна кількість «згоден» і «повністю згоден» становить 36,6% (13,5% у 2012 році), тоді як «не згоден» і «повністю не згоден» – 46% (78,5% у 2012 році), решта не визначилися або нейтральні. 
Опитування, проведене у вересні–жовтні 2016 року, проведене Фондом Варкі, показало, що 54% підлітків 18–21 років підтримують одностатеві шлюби в Південній Африці. 
Опитування Ipsos у травні 2021 року показало, що 59% південноафриканців підтримують одностатеві шлюби, 12% підтримують цивільні партнерства, але не шлюб, тоді як 15% виступають проти будь-якого юридичного визнання одностатевих пар, а 14% не визначилися. Крім того, 18% південноафриканців вже були на весіллі одностатевої пари. 